# Николай I Охридски
Николай (на гръцки: Νικόλαος) е православен духовник, охридски архиепископ около 1345-1347 година.

## Биография
Сведенията за архиепископ Николай са оскъдни. Той е изобразен в стенописите на църквата „Свети Никола Болнички“ в Охрид, рисувани в периода 1335-1345 година. Споменава се в няколко надписа и в хрисовул за дарение на Стефан Душан от 1347 година. В него се казва, че Николай е дарил свой метох в село Любойно на манастира Трескавец.